# Hora legal de Colombia

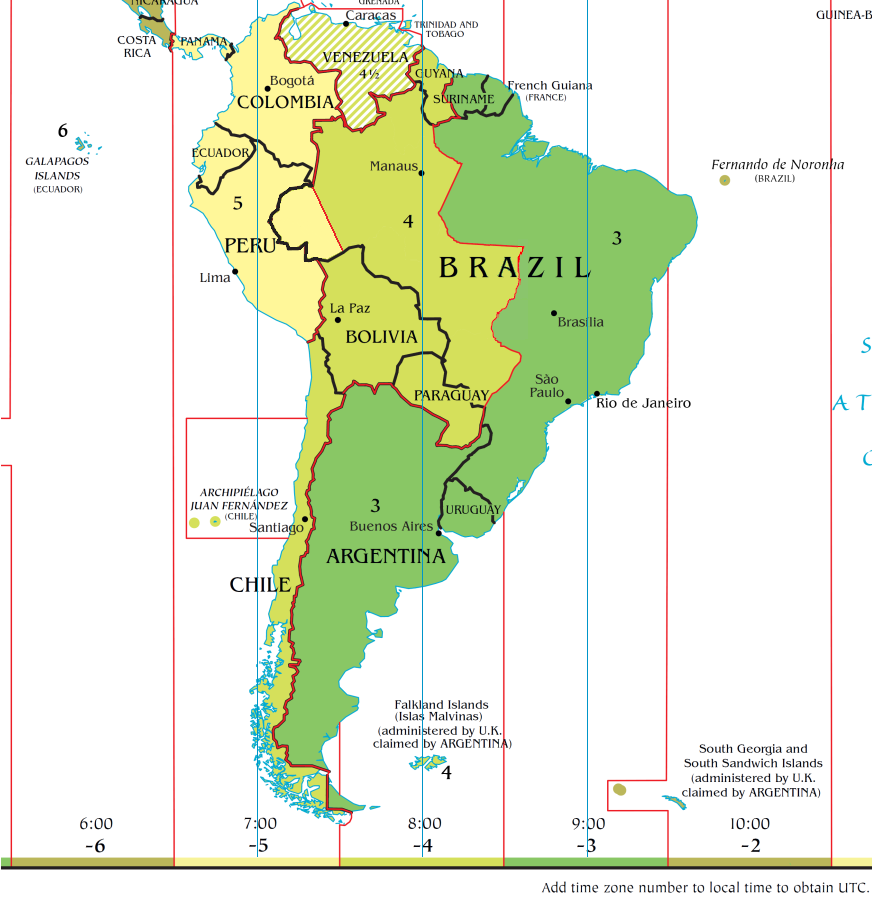
Mapa de América del Sur con zonas horarias según el año 2014.

La hora legal de Colombia es un servicio oficial del Estado colombiano que establece la hora local del país. Es tomada directamente de los patrones primarios del Laboratorio de Tiempo y Frecuencia del Instituto Nacional de Metrologia. Está determinado como retrasado 5 horas respecto a UTC (UTC-5).

## Antecedentes y fundamentos
Colombia adoptó, mediante la Ley 91 de 1914, la Convención internacional para la creación de una Asociación Internacional de la Hora y por ende el huso horario GMT -5 para todo el territorio nacional. En 1982, por el Decreto 2707 del 16 de septiembre del Ministerio de Desarrollo Económico, adoptó el Tiempo Universal Coordinado (UTC) menos 5 horas como su hora oficial.
El servicio de hora legal fue fundamentado en la necesidad de definir un patrón horario que rigiera la medida del tiempo de manera inequívoca y única en todo el territorio colombiano continental, localizado aproximadamente entre los meridianos 66° y 79° longitud oeste. Es así como se establece el meridiano 74° de longitud oeste, que pasa por Bogotá (la capital del país), como el determinante de la hora en todo el territorio, que prácticamente está dentro de un mismo huso horario.

## Horario de verano
Históricamente, Colombia solo ha utilizado una vez horario de verano en su territorio. Entre 1992 y 1993, durante el gobierno del entonces presidente César Gaviria Trujillo, la reducción en las reservas de agua en los embalses, agravada por el fenómeno de El Niño, condujo a una crisis energética nacional que forzó a las autoridades a implementar una serie de apagones eléctricos programados que duraron más de un año. Para contrarrestar los efectos negativos de los cortes de energía eléctrica, el gobierno tomó la decisión de adelantar una hora los relojes en el país, pasando de UTC −5 a UTC −4 a la medianoche del 2 de mayo de 1992. La medida, conocida informalmente como "Hora Gaviria", duró nueve meses. Desde entonces, Colombia no ha vuelto a adoptar el horario de verano y mantiene su horario oficial UTC−5 durante todo el año.
La idea de adoptar el horario de verano ya había sido propuesta en 1979 por el entonces ministro de Minas Alberto Vásquez Restrepo.

## Aspecto legal
El Instituto Nacional de Metrología, tiene como objeto, de acuerdo con el artículo 2 del Decreto 1277 de 1994 lo siguiente:
1. Suministrar los conocimientos, los datos y la información ambiental que requieren el Ministerio del Medio Ambiente y demás entidades del Sistema Nacional Ambiental (Sina).
2. Realizar el levantamiento y manejo de la información científica y técnica sobre los ecosistemas que forman parte del patrimonio ambiental del país.
3. Establecer las bases técnicas para clasificar y zonificar el uso del territorio nacional para los fines de la planificación y el ordenamiento ambiental del territorio.
4. Obtener, almacenar, analizar, estudiar, procesar y divulgar la información básica sobre hidrología, hidrogeología, meteorología, geografía básica sobre aspectos biofísicos. Geomorfología, suelos y cobertura vegetal para el manejo y aprovechamiento de los recursos biofísicos de la Nación, en especial las que en estos aspectos, con anterioridad a la Ley 99 de 1993, venían desempeñando el Instituto Colombiano de Hidrología, Meteorología y Adecuación Tierras, Himat, el Instituto de Investigaciones en Geociencias, Minería y Química, Ingeominas, y la Subdirección de Geografía del Instituto Geográfico Agustín Codazzi, Igac.
5. Establecer y poner en funcionamiento las infraestructuras oceanográficas, mareográficas, meteorológicas e hidrológicas nacionales para proveer informaciones, predicciones, avisos y servicios de asesoramiento a la comunidad.
6. Efectuar el seguimiento de los recursos biofísicos de la Nación especialmente en lo referente a su contaminación y degradación, necesarios para la toma de decisiones de las autoridades ambientales.
7. Realizar estudios e investigaciones sobre recursos naturales, en especial la relacionada con los recursos forestales y conservación de suelos, y demás actividades que con anterioridad a la Ley 99 de 1993 venían desempeñando las Subgerencias de Bosques y Desarrollo del Instituto Nacional de los Recursos Naturales y del Ambiente, Inderena.
8. Realizar los estudios e investigaciones sobre hidrología y meteorología que con anterioridad a la Ley 99 de 1993 venía desempeñando el Himat.
9. Realizar los estudios e investigaciones ambientales que permitan conocer las causas y los efectos del desarrollo socioeconómico sobre la naturaleza, sus procesos, el medio ambiente y los recursos naturales renovables y proponer indicadores ambientales.
10. Acopiar, almacenar, procesar, analizar y difundir datos y allegar o producir la información y los conocimientos necesarios para realizar el seguimiento de la interacción de los procesos sociales, económicos y naturales y proponer alternativas tecnológicas, sistemas y modelos de desarrollo sostenible.
11. Dirigir y coordinar el Sistema de Información Ambiental y operarlo en colaboración con las entidades científicas vinculadas al Ministerio del Medio Ambiente, con las corporaciones y demás entidades del Sina.
12. Prestar el servicio de información en las áreas de su competencia a los usuarios que le requieren.

## Utilización
Esta hora es tomada directamente de los patrones de referencia del Laboratorio de Tiempo y Frecuencia del INM, de acuerdo con lo establecido en el numeral 14 del artículo 6 del Decreto 4175 de 2011, norma que crea el INM y lo escinde de la Superintendencia de Industria y Comercio. Se utiliza en todo ámbito legal en donde se requiera el establecimiento de una hora, ya sean contratos, licitaciones, subastas, entre otras. Puede ser conocida por el público general en la página web horalegal.inm.gov.co.